# Christ Church (Bong Bong)

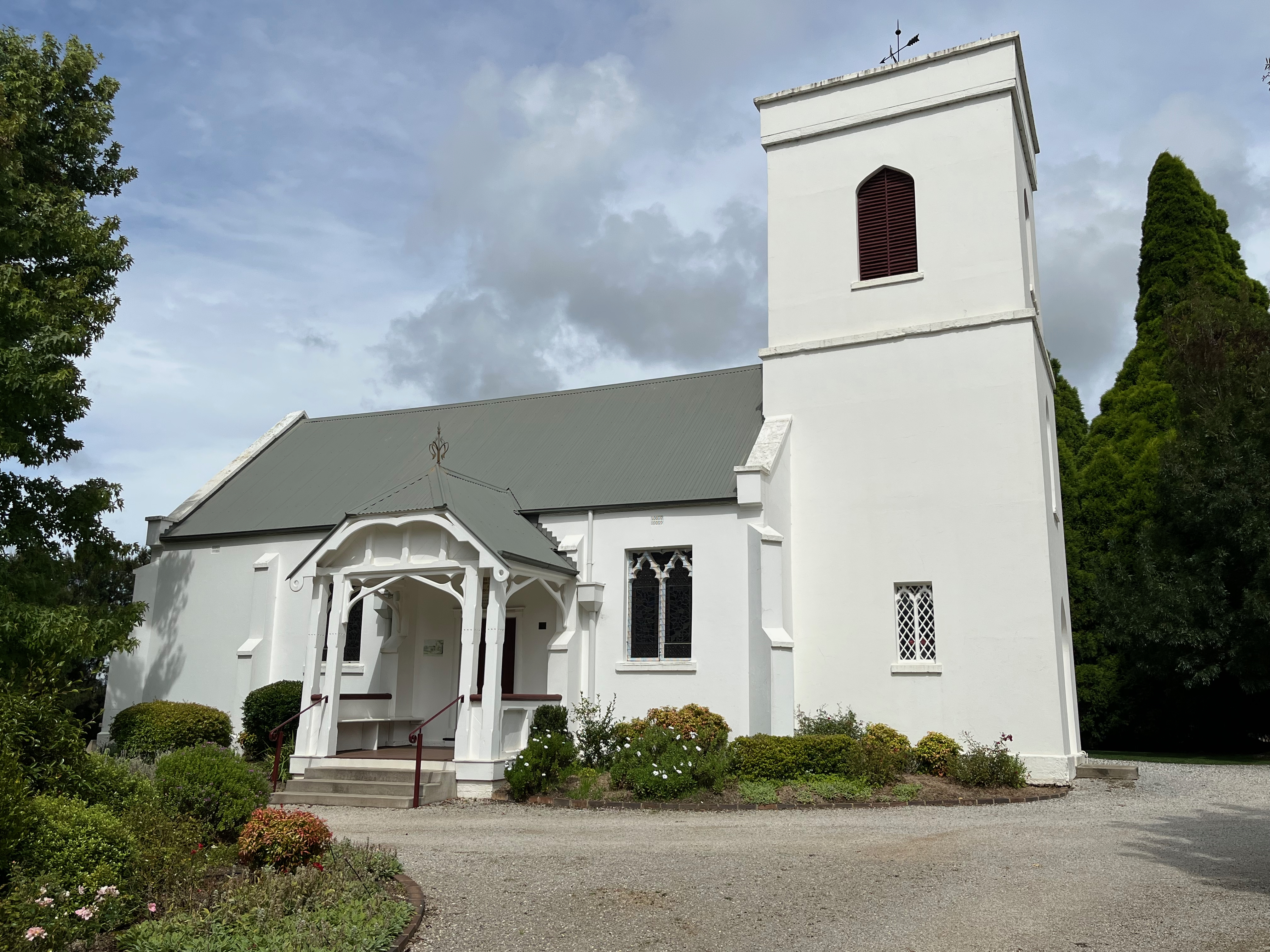
Christ Church, Bong Bong. 2022.

Christ Church ist eine anglikanische Kirche in der Bong Bong Road in Bong Bong, im Wingecarribee Shire in New South Wales, Australien. Sie ist gelistet als Baudenkmal und wurde 1845 erbaut auf Anweisung von Charles Throsby möglicherweise mit Hilfe von Zwangsarbeit (convict labour). Der Entwurf der Kirche wird dem Architekten John Verge zugeschrieben. Zum Gelände gehört ein Friedhof. Die Kirche wurde am 7. April 2000 in das New South Wales State Heritage Register aufgenommen.

## Geschichte
Charles Throsby von Throsby Park gab sein Land zum Bau einer Kirche, eines Friedhofs und eines Pfarrhauses (parsonage) mit einem Pfarrgrundstück (glebe) von 100 acre (40 ha) bei Bong Bong. Der Bau begann Anfang 1845 nach den Plänen des bekannten Architekten John Verge. Die Pläne wurden wahrscheinlich ursprünglich 1837 für eine Kirche in Sutton Forest angefertigt.
Charles hatte das Anwesen Throsby Park von seinem Onkel geerbt, dem Entdecker Dr Charles Throsby. Charles (Jr.) erbaute Throsby Cottage noch vor seiner Heirat mit Elizabeth „Betsey“ Broughton 1824. Broughton war nach Australien gekommen, nachdem sie eine von nur fünf Überlebenden des Boyd-Massakers in Neuseeland gewesen war. Throsby begann 1834 mit dem Bau des 27-Zimmer-Anwesens Throsby Park. Er erbaute die Christ Church Bong Bong auf seinem eigenen Land und sie war immer eng mit der Familie Throsby verbunden. Er und Betsey hatten 17 Kinder und im Laufe der Jahrzehnte wurden in der anglikanischen Kirche Dutzende von Nachkommen getauft, getraut und verabschiedet.
Die Kirche wurde von Charles Throsby zu einem Preis von 701 £ finanziert. Das Gebäude wurde 1845 vom Bischof von Australien, William Broughton, geweiht.
Unter der Kirche befindet sich eine Krypta, die für Mitglieder der Familie Throsby vorgesehen war, aber nie genutzt wurde.
Charles starb relativ jung, und Betsey zog die 17 Kinder groß. Da sie sehr fromm war, besuchte sie ihr ganzes Leben lang regelmäßig die Kirche. Sie schätzte die Kirche sehr und finanzierte 1884 die Innenausstattung.
Eine seltene Mahagoni-Orgel, von ca. 1850, wurde während der Renovierungsarbeiten 1884 eingebaut Spätere Arbeiten wurden nach ihrem Tod 1907 durchgeführt.
Das umliegende Land wurde von Empfängern von Kronlandzuwendungen und Belohnungen für begnadigte Sträflinge besiedelt. Viele dieser Pioniere und frühen Siedler sind auf dem Friedhof begraben, darunter Charles und Elizabeth (Betsey) Throsby (1854 und 1891) und ihre Nachkommen; Joseph Wild (1847) (Erforscher des Lake George und von Wildes Meadow); und Rebecca Jenkins. Rund 30 Throsbys sind auf dem Friedhof begraben.
Bong Bong war das erste ausgewiesene Dorf im südlichen Hochland von New South Wales, als es 1821 von Lachlan Macquarie ausgerufen wurde. In den 1850er Jahren verfiel der Ort jedoch aufgrund von Überschwemmungen und der Umleitung der Hauptstraße nach Süden. Gegen Ende des 19. Jahrhunderts verfiel das Pfarrhaus und wurde später abgerissen.
Als Betsey Throsby 1891 im Alter von 83 Jahren starb, wurde die Trauerfeier in der Christ Church von drei Geistlichen durchgeführt. Der Trauerzug bestand aus 50 Fahrzeugen und 20 Reitern. Sie hinterließ 78 Enkel und 18 Urenkel.
Die Kirche feierte 1945 einen Hundertjahrgottesdienst und 1995 einen Gottesdienst zum 150-jährigen Bestehen. Zur Erinnerung an das Jubiläum 1945 wurden auf dem Kirchengelände in zwei Reihen 17 Himalaya-Zypresse (Cupressus torulosa) gepflanzt, eine für jedes Kind in Throsby. Diese stehen noch heute.
Die Buntglasfenster der Kirche wurden 2004 restauriert. Das Ostfenster, das Christi Himmelfahrt darstellt, wurde von Betsey Throsby (wahrscheinlich 1884) zum Gedenken an ihren verstorbenen Ehemann gestiftet. Drei weitere Blumenfenster sollen von Betsey in Auftrag gegeben und von Lyon, Cottier and Company gefertigt worden sein, die Fenster für bedeutende Gebäude wie das St. Andrew’s College der Universität Sydney und in der St. Andrew’s Scots Church in Rose Bay herstellten. Auf einem späteren Kirchenfenster steht, dass es dem Gedenken an den 1916 verstorbenen Reverend William Fisher gewidmet ist. Die ehemalige Kirchenvorsteherin Sally Darling war maßgeblich an der Organisation der Fensterrestaurierungsarbeiten beteiligt.
Die Malereien der Kirche verfielen allmählich. 2010 kam ein anonymer Wohltäter, der um 2007 in die Region gekommen war und regelmäßiges Mitglied der Gemeinde ist, der Kirche zu Hilfe. Er vermittelte Kontakte zum Denkmalschutz in Sydney und brachte das Konservierungsprojekt in Schwung. Verfärbte Schablonenarbeiten an Decke und Wänden wurden in ihren Originalfarben neu gestrichen, andere Teile wurden wiederentdeckt und wiederhergestellt, wie zum Beispiel übermalte Goldkreise und Fleurs-de-Lis (Irismotive). Die stets sichtbaren Schriftzüge wurden in ihrem ursprünglichen, helleren Zustand und ihrer kunstvolleren Gestaltung wiederhergestellt. Die Restauratoren entdeckten, dass die cremefarbenen Fensterrahmen ursprünglich gebeiztes Holz waren, und versetzten diese in ihren ursprünglichen Zustand. Der gesamte Innenraum wurde neu gestrichen, wo zuvor Farbe von den Wänden abblätterte. Ein kleiner Abschnitt wurde belassen, um den Zustand vor der Restaurierung zu zeigen. Neue Beleuchtung und Heizungen wurden installiert.
Vom Township Bong Bong sind nur noch die Kirche und der Friedhof, das Briars Inn und der Throsby Park erhalten.

## Architektur
Die Christ Church befindet sich auf einem Kirchhof mit Friedhof auf einem Hügel über dem Wingecarribee River, heute am Rande von Moss Vale und in der Nähe des zugehörigen Anwesens Throsby Park. Sie ist aus Sandstockziegeln auf Steinfundamenten errichtet. Die Außenfassade ist mit Zement verputzt und weiß gestrichen. An der Nordseite befindet sich ein überdachter Eingang und ein Turm.
Der Innenraum wird geprägt durch Buntglasfenster, darunter ein Ostfenster mit religiösen Motiven und acht von Lyon, Cottier & Co. entworfene Buntglas- und Emaille-Blumentafeln mit Lilien, Rosen, Chrysanthemen, Schwertlilien, Aronstab und Passionsfruchtblüten. Es gibt eine Parsons-Orgel und eine bemalte Decke, die ebenfalls Lyon, Cottier & Co. zugeschrieben wird. Die Kirchenbänke sind aus australischer Zeder (Toona ciliata), eine Eichenkanzel und ein Messingpult.
Der Friedhof ist in zwei Bereiche unterteilt: den anglikanischen Friedhof der Christ Church Bong Bong und den presbyterianischen. Obwohl ein leichter Zaun aus Stahl und Beton sie trennt, bilden die beiden Bereiche eine einheitliche Gruppe. Die Friedhofslandschaft wird durch zwei Reihen ausgewachsener Himylaya-Zypressen (Cupressus torulosa) bereichert, die zum 100. Jahrestag des Kirchenbaus 1945 gepflanzt wurden – ein Baum für jedes der 17 Throsby-Kinder – sowie einige weitere große Bäume, darunter Eukalyptusbäume, die bereits vor dem Kirchenbau wuchsen und bereits auf einem Gemälde der Umgebung aus den 1820er Jahren zu sehen sind.
Die Denkmäler sind in parallelen Reihen nach Osten ausgerichtet. Sie stammen aus dem Jahr 1841, etwa die Hälfte davon aus der Zeit vor 1900. Die frühen Denkmäler bestehen hauptsächlich aus Sandstein (40 % 1841–1900) und sind schlicht gestaltet, einige wenige aus „Marulan-Stein“. Weitere verwendete Materialien sind Marmor (10 %, 1866, 1890–1925), Trachyt (10 %, Kreuze 1867–1925, andere Stile 1908 bis heute), Granit (5 %) und Marmortafeln auf Sockeln (35 %) aus Sandstein (1915–1930) oder aus Zement oder Terrazzo (1930 bis heute).

## Heritage listing
Christ Church wurde 1845 erbaut und ist die älteste Kirche zwischen Cobbitty und Canberra. Sie wird mit bedeutenden Persönlichkeiten wie John Verge, dem Architekten der Kirche, und Charles & Betsey Throsby in Verbindung gebracht. Sie wurde 1845 von Bischof WG Broughton, Bischof von Australien, geweiht. Sie ist Beweis dafür, dass Gouverneur Macquarie 1821 die erste Township in den Southern Highlands ausgewiesen hat, und ist ein Wahrzeichen auf dem Weg nach Moss Vale und zum Wingecarribee River, mit Bezug zum nahegelegenen Throsby Park. Sie enthält eine einzigartige Innenausstattung mit einer Parsons-Orgel, Kirchenbänken, Kanzel und Lesepult, bemalten Decken, bemaltem Emaille und Buntglasfenstern. Der Friedhof ist ein wichtiges Dokument der Geschichte der Southern Highlands und der Familie Throsby.
Christ Church wurde am 7. April 2000 in das New South Wales State Heritage Register aufgenommen.